# Chasing the Dragon
„Chasing the Dragon“ je singl obsahující stejnojmennou píseň z alba The Divine Conspiracy od nizozemské symphonicmetalové hudební skupiny Epica. Vyšel v limitované edici 500 kusů na 7 palcových gramofonových deskách a jako bonus byla na něm vydána coververze písně „Replica“ od skupiny Fear Factory.

## Seznam skladeb
1. Chasing the Dragon
2. Replica (Fear Factory cover)

## Obsazení
- Simone Simons – mezzosopránový zpěv
- Mark Jansen – kytara, growling, screaming
- Ad Sluijter – kytara
- Coen Janssen – piano, klávesy
- Yves Huts – basová kytara